# Grzegorz Piwowarski
Grzegorz Piwowarski (ur. 4 grudnia 1971 w Golubiu-Dobrzyniu) – polski kolarz, olimpijczyk z Barcelony 1992.
W trakcie kariery sportowej reprezentował kluby: Agromel Toruń, Legia Warszawa, EB Victoria Rybnik oraz grupę zawodową Mróz.
Mistrz Polski w wyścigu drużynowym na 100 km w roku 1991 i w wyścigu górskim w roku 1992.
Uczestnik mistrzostw świata w 1991 roku w wyścigu drużynowym na 100 km. Polska drużyna zajęła 4. miejsce.
W roku 1992 zajął 4. miejsce w klasyfikacji generalnej Tour de Pologne.
Zwycięzca wyścigu Szlakiem Grodów Piastowskich w roku 1995.
Na igrzyskach w Barcelonie wystartował w wyścigu drużynowym na 100 km na czas (partnerami byli: Dariusz Baranowski, Marek Leśniewski, Andrzej Sypytkowski). Polska drużyna zajęła 6. miejsce.
Uczestnik Wyścigu Pokoju w roku 1996.
Karierę sportową zakończył w 2001 roku w wyniku przebytej ciężkiej choroby.